# Спорт у Черкасах

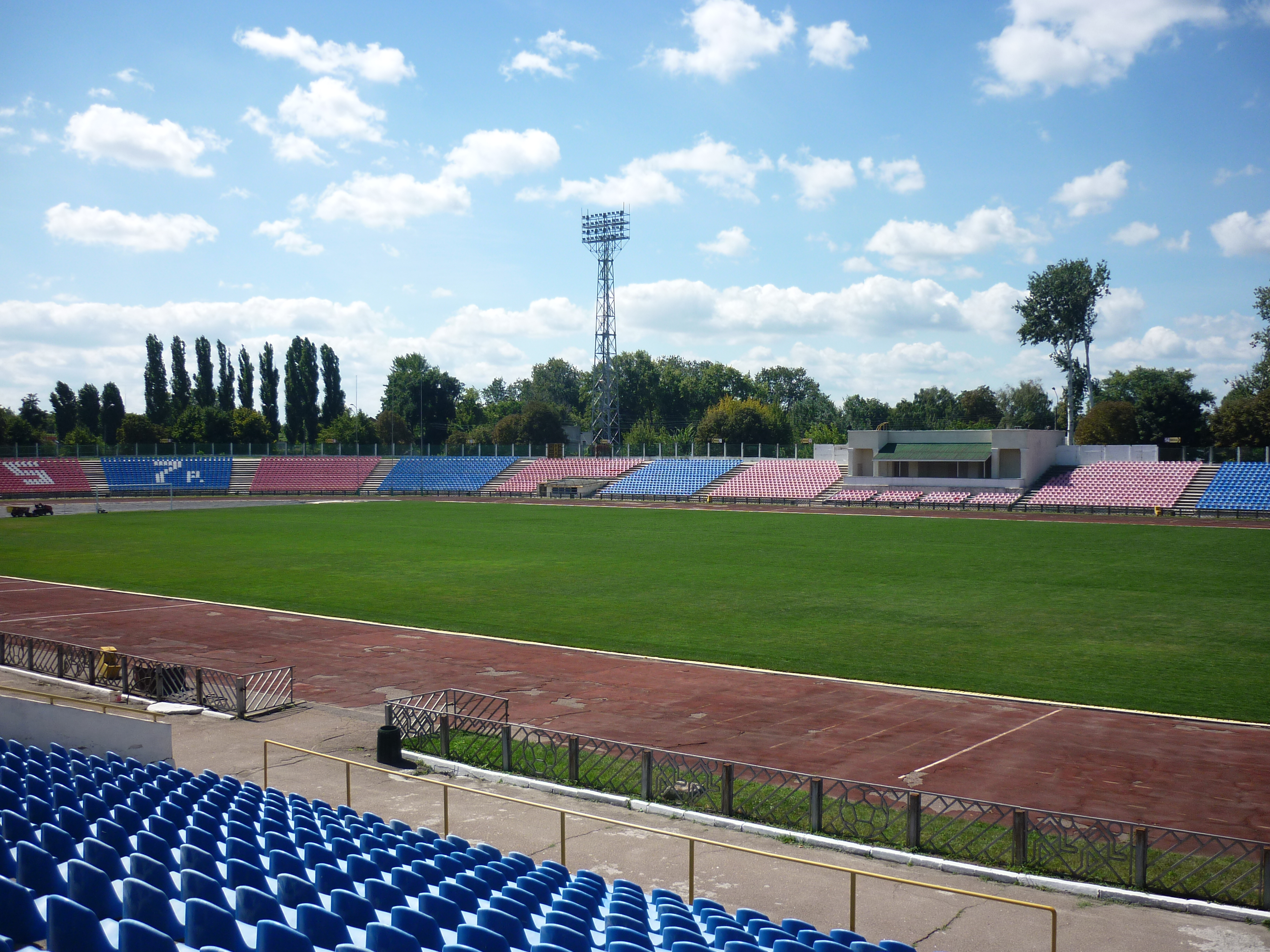
Центральний стадіон міста

Спорт у Черкасах:

## Заходи
Щороку[50] в Черкасах проводяться понад 200 спортивних заходів, спартакіад, змагань, турнірів, в яких беруть участь до 10 тисяч дітей, молоді та дорослого населення міста й гостей. Серед них:
- Змагання на Кубок України з аквабайку — 2008 року проводились при розважальному комплексі «Бочка». У змаганнях брали участь аквабайкери з Черкас, Одеси, Києва, Дніпра.
- Змагання на Кубок Кременчуцького водосховища — 2008 року проводились при крейсерському яхт-клубу «Парус». У змаганнях брало участь 27 екіпажів із Світловодська, Кременчука, Черкас та Комсомольська.
- Чемпіонат України з пляжного волейболу — 2008 року проводився на волейбольних майданчиках «Рибка»
- Всеукраїнський фестиваль сучасної хореографії «Весняний вітер» — проводиться навесні в місті з 1997 року, з 2003 року під патронатом міського голови на Кубок черкаського мера.
- Чемпіонат України з карате за версією FSKA, який проводить Федерація Фунакоши Шотокан України — яка базується саме в Черкасах і п'ятий чемпіонат проводився в місті 2008 року.
- Змагання на Кубок Девіса з тенісу — 2008 року змагання у Другій групі Євро-Африканської Зони проводились на кортах спортивного комплексу «Селена»
- Першість міста із шахів[73].
- Чемпіонат Черкас з триатлону[74].
- Чемпіонат України зі стрільби із лука у приміщенні серед кадетів[75].
- Чемпіонат Черкаської області з сумо[76].
- Чемпіонат Черкаської області з дзюдо[77].
- Всеукраїнський чемпіонат з фехтування[78].
- Фітнес-турнір Відкритого Кубка Черкащини «Різдвяні канікули»[79].
- Чемпіонат України та традиційні Відкриті обласні змагання пам'яті В. Синєбрюхова[80].

## Організації спорту

Обласна спеціалізована ДЮСШ олімпійського резерву

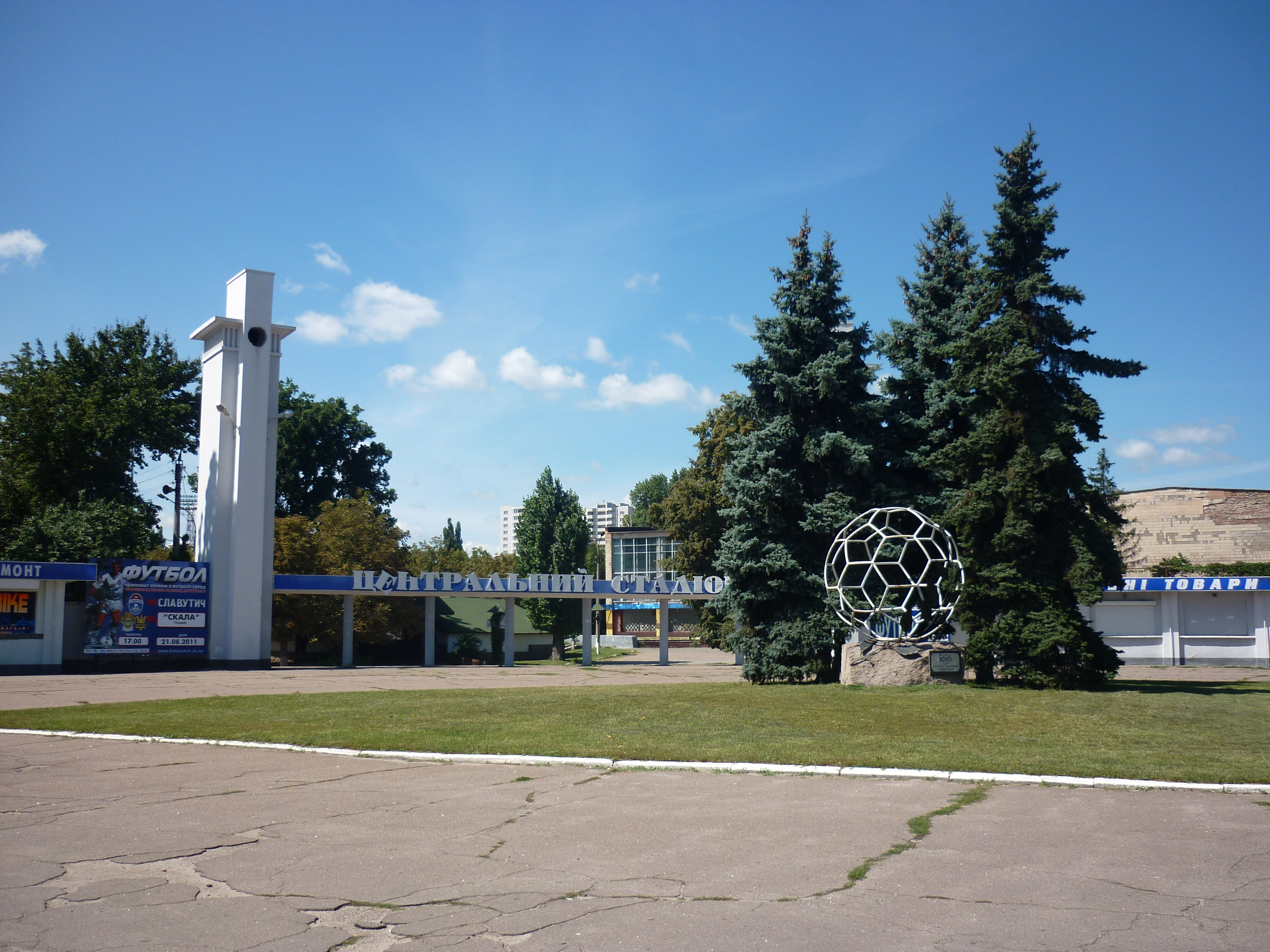
Центральний стадіон міста

У Черкасах діє Черкаська обласна спеціалізована дитячо-юнацька спортивна школа олімпійського резерву.
Лідерами організації спорту в місті є спортивні товариства «Україна», «Спартак» та «Динамо», спортивні школи — СДЮСШОР і ДЮСШ «Олімпія»[72]. Щорічно факультет фізичного виховання Черкаського національного університету готує до 100 спеціалістів.
Останніми роками в місті з'являються прибічники нових видів спорту. Так, в 2006 році, в Черкасах була заснована обласна федерація бейсболу та софтболу. Хоча вона включає в себе тільки дитячі команди, але вони вже встигли заявити про себе в усій Україні, в 2009 році команді було присвоєно II юнацький розряд. За ініціативи президента федерації в червні 2010 року в місті пройде XI Чемпіонат України з бейсболу серед команд Дитячої Ліги[81][82]. У 2007 році була створена і Черкаська обласна федерація хокею, куратором якої виступає Євгеній Імас[83].
Також у Черкасах потужно розвивається дитячий баскетбол. На сьогодні клуб «Черкаські Мавпи» має шість дитячих команд, які виступають в чемпіонатах України. Це такі команди, як: «Черкаські Мавпи-01», «Черкаські Мавпи-00», «Черкаські Мавпи-99», «Черкаські Мавпи-98», «Черкаські Мавпи-97», та «Черкаські Мавпи-96». Уже зараз перед цими колективами ставлять вагомі завдання в чемпіонатах України та Європейській Юнацькій Лізі. Так, «Черкаські Мавпи-96» тричі поспіль ставали чемпіонами України, а в сезоні 2011—2012 зуміли посісти п'яте місце у Суперфіналі Євроліги! В результаті шестеро гравців цієї команди та головний тренер — Максим Міхельсон — утворили кістяк кадетської збірної України, яка взяла участь в «Євробаскеті-2012»[84].
Найвідомішим спортивними фітнес-клубами в Черкасах є Sport Life та Plazma Gym
Головним багатофункціональним стадіоном у місті Черкаси є Центральний стадіон (Черкаси), що вміщує 10 321 глядачів. До літа 2009 року був домашньою ареною для місцевого футбольного клубу «Дніпро». Після його розформування на цьому стадіоні проводить матчі аматорська команда Ходак з Черкас, а з 2011 року — черкаський «Славутич». Також слугує місцем проведення концертів тв фестивалів.

## Видатні спортсмени Черкас
- Куліш Сергій Володимирович (нар. 17 квітня 1993) — український стрілець, срібний призер Олімпійських ігор 2016 у стрільбі з пневматичної гвинтівки з 10 метрів.

Багаторазовий чемпіон України (2010—2013), майстер спорту України міжнародного класу (2009).
- Стаднюк Олександра Олександрівна (*16 квітня 1980, Черкаси) — українська спортсменка, змагається в стрибках в довжину та потрійному стрибку.
- Дейнеко Євген Анатолійович (* 15 жовтня 1985, Черкаси) — український голкіпер, який грає у криворізькому «Кривбасі». Другу половину сезону 2009/2010 проводить на правах оренди в клубі «Нафтовик-Укрнафта».
- Лісовий Максим Олексійович (нар. 21 травня 1985, Черкаси) — український футболіст, півзахисник «Полтави».
- Коркішко Дмитро Юрійович (* 4 травня 1990, Черкаси) — український футболіст, нападник одеського «Чорноморця».
- Лисоконь Михайло Валентинович (*5 червня 1990, місто Черкаси) — український футболіст, гравець аматорської команди Зоря (Білозір'я).

Вихованець СДЮШОР міста Черкаси.
- Лобов Олександр Олексійович (*16 грудня 1990, місто Черкаси) — український футболіст, півзахисник команди «Черкаський Дніпро».
- Кошелюк Дмитро Володимирович (*14 лютого 1991, місто Черкаси) — український футболіст, півзахисник футбольного клубу «Миколаїв».
- Лисенко Ігор Олександрович (*31 березня 1991, місто Черкаси) — український футболіст, воротар.

Народився в місті Черкаси. Вихованець СДЮШОР міста Черкаси, перший тренер Сергієнко Сергій Іванович.
- Танчик Володимир Романович (нар. 17 жовтня 1991, Черкаси) — український футболіст, півзахисник донецького «Олімпіка».